# Luis Mariñas Otero
Luis Mariñas Otero (Mugardos, La Coruña, 9 de enero de 1928-Santo Domingo, República Dominicana, 19 de mayo de 1988)fue un diplomático y escritor español.

## Biografía
Licenciado en Derecho y doctor en Ciencias Políticas y Económicas, ingresó en la carrera diplomática como secretario de tercera clase en el Ministerio de Relaciones Exteriores, el 21 de diciembre de 1950. A lo largo de su carrera desempeñó funciones en el Servicio Exterior de Haití, Cuba, México, Guatemala, Honduras, Venezuela, Filipinas, así como Embajador en El Salvador, Tanzania, Zambia y República Dominicana,
- Profesor de Historia Económica y Social de Iberoamérica,
- Secretario General de la Comisión Nacional de Cooperación con la UNESCO,
- Director general de Asuntos de Iberoamérica en el Ministerio de Asuntos Exteriores español,
- Miembro del Instituto de Estudios Políticos, titular del Instituto de Cultura Hispánica,
- Socio correspondiente de la Sociedad de Geografía e Historia de Honduras,
- Miembro del Consejo de Redacción de la Revista Política Internacional; y
- Miembro de la Philippine Society of International Law.

## Reconocimientos
- Medalla de Plata del Ayuntamiento de Lugo,
- Fue condecorado en varias ocasiones por el Gobierno español y por los Gobiernos de Haití, Jordania, Cuba, Honduras, Ecuador, Venezuela, Colombia y Camboya.
- A título póstumo le fue concedida la condecoración de la orden del Mérito de Duarte, Sánchez y Mella en el grado de Gran Cruz Placa de Plata, por el presidente de la República Dominicana, Joaquín Balaguer.

## Publicaciones
Decidido promotor de la Cooperación cultural española en Honduras, así como en el resto de los países en los que estuvo destinado. Fue un exponente de la estirpe de diplomáticos viajeros y escritores, acompañando su estadía en cada país con el estudio de su cultura y cuerpo normativo, dejando constancia del mismo en artículos y publicaciones: «un diplomático que, como todos deberíamos hacer, no sólo se dedicó con alta eficacia a sus labores profesionales, también se preocupó en conocer éste y otros países donde fue destinado, en todos los aspectos de su vida, en su historia, su cultura y su geografía.»
Fruto de esa inquietud es la Colección Mariñas de piezas arqueológicas salvadoreñas, donada por su viuda, Laura Fernández al Museo de América de Madrid.
Dentro de su intensa producción intelectual destacan sus estudios sobre las Constituciones de Guatemala, Haití, Venezuela, Paraguay y Honduras, siendo durante años documentación académica de consulta imprescindible.

### Escritos Culturales
En Argentina:
- Algunas notas sobre la pintura argentina. Cuadernos hispanoamericanos - Madrid: Ediciones Cultura Hispánica, n. 248-249 (ag.-sept. 1970) ; p. 588-598

En Filipinas:
- La Literatura filipina en castellano. Editora Nacional. (1974)

En Guatemala:
- Conferencia Pintura y paisaje en Guatemala. Serie Altavoz de Cultura Hispánica. Madrid: Instituto de Cultura Hispánica (1966).
- La revolución intelectual de Guatemala. Cuadernos hispanoamericanos - Madrid: Ediciones Cultura Hispánica, n. 71 (nov. 1955) ; p. 137-152

En Haití:
- Evolución del pensamiento haitiano. Cuadernos hispanoamericanos - Madrid: Ediciones Cultura Hispánica, n. 182 (feb. 1965) ; p. 325-347
- La pintura en Haití. Cuadernos hispanoamericanos - Madrid: Ediciones Cultura Hispánica, n. 171 (marzo de 1964) ; p. 553-564

En Honduras:
- Conferencia Pintura y paisaje en Honduras. Serie Altavoz de Cultura Hispánica. Madrid: Instituto de Cultura Hispánica (1966).
- Honduras. Madrid: Ediciones Cultura Hispánica, 1963
- Formación de la literatura hondureña. Publicado en “Estudios Americanos”, Escuela de Estudios Hispano-americanos, CSIC. - Sevilla, n° 88-89 (enero de 1959).
- Panorama de la música hondureña. Publicado en "Cuadernos hispanoamericanos". - Madrid: Ediciones Cultura Hispánica, n° 103 (jul. 1958); p. [129-140]
- La pintura en Honduras. Publicado en "Cuadernos hispanoamericanos". - Madrid: Ediciones Cultura Hispánica, n° 119 (nov. 1959); p. [105-120]
- La escultura en Honduras. Publicado en "Cuadernos hispanoamericanos". - Madrid: Ediciones Cultura Hispánica, n° 125 (mayo de 1960); p. [215-223]
- Las biografías de Don Narciso Mallol, último alcalde español de Tegucigalpa, El médico español Ramírez Fontecha, Rector de la Universidad de Tegucigalpa y El padre Manuel de Jesús Subirana, Misionero Español en Honduras.[7]
- Recientemente, el Centro Cultural de España en Tegucigalpa y la Academia Hondureña de la Lengua editaron conjuntamente la recopilación de sus ensayos culturales de Honduras.[8]

En Venezuela:
- La Pintura Venezolana. Publicado en “Estudios Americanos”, Escuela de Estudios Hispano-americanos, CSIC. - Sevilla, (noviembre de 1961).

En África:
Así como una numerosa producción de ensayos sobre la esclavitud y temáticas africanas.